# Artenara
Artenara ist eine Gemeinde auf der Kanarischen Insel Gran Canaria. Sie hat 1.029 Einwohner (Stand: 2024) auf einer Fläche von 66,7 km².
Artenara liegt südwestlich von Las Palmas de Gran Canaria und nördlich von Puerto Rico. Die Nachbargemeinden sind Agaete im Norden, Gáldar im Nordosten, Tejeda im Osten, Südosten und Süden und San Nicolás de Tolentino im Westen.
Wahrzeichen des Ortes ist die Pfarrkirche San Matías. Im älteren Teil des Ortes gibt es zahlreiche bewohnte Höhlen. In der Höhlenkapelle der Virgen de la Cuevita (Jungfrau der kleinen Höhle) befindet sich eine Statue, die der Überlieferung nach im 14. Jahrhundert von mallorquinischen Missionaren hierher gebracht wurde. Die Marienfigur ist Schutzpatronin der Veteranen und Radsportler der Insel. Ihr Gedenktag ist Ende August.
| Jahr | Einwohner | Bevölkerungsdichte |
| ---- | --------- | ------------------ |
| 1991 | 1.105     | –                  |
| 1996 | 1.250     | –                  |
| 2001 | 1.319     | 19,7 Ew./km²       |
| 2002 | 1.394     | –                  |
| 2003 | 1.357     | 20,3 Ew./km²       |
| 2004 | 1.469     | 22,0 Ew./km²       |
| 2005 | 1.386     | 20,8 Ew./km²       |
| 2019 | 1.069     | –                  |

## Ortsteile
- Las Peñas,
- Las Arbejas,
- Cueva Nueva,
- La Umbría,
- Cueva de los Gatos,
- Lomo Cuchara,
- La Cuevita,
- Bajo el Risco,
- La Degollada,
- Guardaya,
- Las Moradas,
- Los Cofrites,
- Chajunco,
- Caideros,
- Las Cuevas,
- Bajalobos,
- Risco Caído,
- Roque del Pino,
- Coruña,
- Las Hoyas,
- Lugarejos,
- Tirma,
- El Vaquero,
- Tifaracás,
- Mojones,
- Venta Nieves,
- Acusa Seca,
- Acusa Verde